# Phryneta obesa
Phryneta obesa là một loài bọ cánh cứng trong họ Cerambycidae.